# Giuni Russo
Giuni Russo, pseudonimo di Giuseppa Romeo (Palermo, 7 settembre 1951 – Milano, 14 settembre 2004), è stata una cantautrice italiana.
Giuni Russo è stata un'artista sperimentale e d’avanguardia. La sua discografia è caratterizzata da una pluralità di fonti musicali, incluso il pop, la musica sacra, il jazz, la musica tradizionale, l'operatic pop e l'elettronica; il tutto sfruttando la sua notevole estensione vocale e il suo riconoscibile timbro vocale.
È stata interprete di brani incisi in numerose lingue: oltre all'italiano, al siciliano e al napoletano, incise anche in spagnolo, portoghese, inglese, francese, ebraico, giapponese, arabo iracheno, greco e latino.
Fu professionalmente legata ad artisti come Franco Battiato, Cristiano Malgioglio, Alberto Radius e Maria Antonietta Sisini, per 36 anni anche sua compagna di vita.

## Biografia

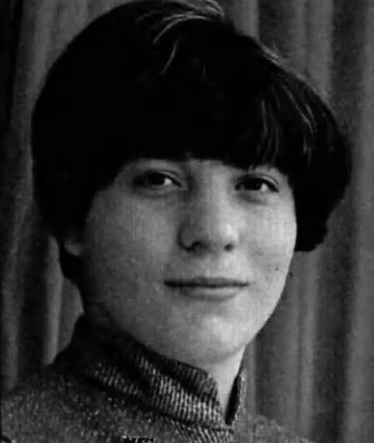
Giuni Russo nel 1967, quando si faceva ancora chiamare col suo vero nome Giuseppa Romeo

### Le origini e la vittoria a Castrocaro
Giuseppa Romeo nacque a Palermo il 7 settembre 1951, penultima di nove figli.
Figlia d'arte, cresciuta in una famiglia in cui la lirica era molto apprezzata (sua madre era un soprano naturale), iniziò fin da giovanissima a coltivare l'attitudine al canto e alla composizione.
Mosse i primi passi nel mondo della musica già dall'età di 13 anni, quando si esibì presso il Palchetto della Musica davanti al Teatro Politeama.
Nel 1967 vinse, insieme a Elio Gandolfi, il Festival di Castrocaro interpretando A chi, successo lanciato da Fausto Leali nello stesso anno.

### Da Sanremo alle prime incisioni
Il successo di Castrocaro le aprì le porte per il Festival di Sanremo 1968, cui partecipò con il nome di Giusy Romeo con il brano No amore, scritto da Vito Pallavicini ed Enrico Intra. Il brano, che non giunse in finale, venne interpretato insieme al cantante-chitarrista francese Sacha Distel.
Il nuovo 45 giri, che aveva come retro Amerai, non ebbe il successo dei due brani successivi pubblicati lo stesso anno, ossia L'onda scritto da Vito Pallavicini su musica di Al Bano, con cui prende parte il 19 settembre al Festivalbar, al Cantagiro e a Un disco per l'estate, e I primi minuti. Finisce qui la collaborazione con la Columbia.
Presso l'audioteca Rai si conserva copia di due 45 giri, con numero di catalogo (ARC-2073 e ARC-NP-2074) del 1969, stampati e mai commercializzati dalla casa discografica Arcobaleno Records, una piccola etichetta distribuita dalla Ricordi, probabilmente realizzati all'insaputa dell'artista. I brani contenuti sono Eravamo bambini (Specchia-De Paola-Chiaravalle), Estate mia (Bornice-De Paola-Chiaravalle), Passione (Zanin-Chiaravalle) e Pane e acqua (Zanin-Chiaravalle). Vennero eseguiti dalla giovane Giuni con la direzione di Franco Chiaravalle, autore di tutte le musiche.
Nel 1969 si trasferisce a Milano, che diverrà la sua città di adozione. Incontra la musicista Maria Antonietta Sisini, che per ben 36 anni sarà la sua coautrice e produttrice, oltre che compagna nella vita.

### La lunga gavetta e i primi successi
Nel 1972 partecipa ai cori dell'album Ys del gruppo progressive Il Balletto di Bronzo. Nello stesso anno partecipa ai cori dell'album I mali del secolo di Adriano Celentano.
Sul finire del 1974, la divisione italiana dell'etichetta discografica tedesca BASF le propone di firmare un contratto. Nasce lo pseudonimo "Junie Russo", nome d'arte suggeritole dalla nuova casa discografica, nel tentativo di un lancio sul mercato internazionale come cantante italo-americana, e di farne anche dimenticare gli esordi come "Giusy Romeo".
L'anno successivo, il singolo Milk of Paradise anticipa la pubblicazione di Love Is a Woman, il primo album della sua carriera. Alla realizzazione del disco, interamente scritto in inglese, partecipano il trombettista jazz Enrico Rava (seppur non accreditato per l'usanza dell'epoca) e il tastierista Michael Logan (che ha anche collaborato ai testi e agli arrangiamenti).
Tra i brani utilizzati per la promozione del disco viene scelto anche Carol, presentata anche all'interno della trasmissione televisiva Adesso musica.
Verso la fine del 1975 escono sul mercato altri due singoli: il primo, ancora su etichetta BASF, è una cover di P. P. Arnold (Everything Is Gonna Be Alright), mentre il secondo, In trappola, viene inciso con l'etichetta Ghibli. Quest'ultimo 45 giri vede anche l'inizio della collaborazione con Cristiano Malgioglio.
Nel 1976, la Durium, storica etichetta discografica, le offre un contratto. Esce il 45 giri Mai, che Giuni Russo e Maria Antonietta Sisini firmano assieme a Malgioglio (anche lui sotto contratto con la Durium), ottenendo un discreto successo.
È l'ultima emissione discografica con il nome di "Junie" Russo. Successivamente la grafia del nome verrà italianizzata per evitare eventuali storpiature nella pronuncia.
Nello stesso anno firma, in qualità di autrice assieme a Maria Antonietta Sisini e Cristiano Malgioglio, i brani Triangolo d'amore per Rita Pavone, Selvaggio per Iva Zanicchi e Shiver per Marie Laure Sachs, cantante dalla breve carriera musicale.
Nel 1978 Giuni Russo torna sul mercato discografico con il singolo Soli noi, inciso per l'etichetta Elektra, della Warner Music Group, con il testo ancora una volta di Malgioglio.
Il 45 giri viene promosso in alcune trasmissioni televisive, tra cui 10 Hertz, in onda sul primo canale Rai con la conduzione di Gianni Morandi e di Carla Maria Orsi Carbone, mentre nel programma Bingooo, trasmesso su Antennatre, furono presentati entrambi i brani del disco. Il 21 settembre dello stesso anno la cantante partecipa con Soli noi alla finale della kermesse musicale Free Show Estate '78.
Tra il 1979 e il 1980, insieme a Maria Antonietta Sisini, collabora con il cantante Filipponio, per il quale compone le musiche dei brani Che presuntuoso questo cuore e Non è un'ora (1979), mentre vennero musicati solo da Maria Antonietta Teatro a dieci lire e Partire oltre amore (1980): in quest'ultimo la Russo compare solo come vocalist. In tale periodo presta la sua voce per alcuni spot della Philips, con lo slogan Colore sempre vivo!.
Nel 1980 Cristiano Malgioglio propone a Giuni Russo e Maria Antonietta Sisini di comporre una canzone per Amanda Lear, il cui testo, scritto da Malgioglio, s'intitola Ho fatto l'amore con me. Ed è questa l'ultima collaborazione con il cantautore siciliano.
Nel frattempo, Soli noi viene distribuito anche in altri paesi europei: se in Italia il disco passa quasi inosservato, in Francia ottiene invece un lusinghiero riscontro, tanto che a Parigi la RCA (etichetta che curò l'edizione francese del disco), chiede e ottiene un incontro con la Russo, offrendole la possibilità di tentare la carriera oltralpe.
Ma la giovane artista, scoraggiata e delusa dai precedenti insuccessi, sembra non volerne più sapere di continuare la carriera discografica.
Se non che, il chitarrista e produttore Alberto Radius, insieme a Maria Antonietta Sisini, la convincono in quello stesso periodo a registrare alcuni provini. Fra questi, Radius decide di sottoporre American man (scritto dalla stessa Russo con la Sisini) all'ascolto di Alfredo Cerruti, direttore artistico della CGD: Cerruti sembra apprezzare la personalità vocale della Russo, ma non si decide a metterla sotto contratto.

### L'incontro con Franco Battiato e Giusto Pio
Sempre Alberto Radius diviene però artefice dell'incontro decisivo con Franco Battiato. Attorno al cantautore siciliano nasce, oltre a una grande amicizia destinata a protrarsi negli anni, un team di lavoro che porta alla realizzazione di tre brani cuciti addosso alle capacità vocali e interpretative di Giuni (Una vipera sarò, Crisi metropolitana e L'addio).
Tali brani sono nuovamente sottoposti all'ascolto della CGD e stavolta la voce di Giuni Russo suscita l'entusiasmo di Caterina Caselli, popolarissima cantante negli anni sessanta, ora dedita all'attività di manager e talent-scout presso l'etichetta discografica di famiglia.
Le due artiste si erano già incontrate nel 1967 a Castrocaro, dov'era stata proprio la Caselli a tenere a battesimo l'esordiente Giusy Romeo.
Se in quell'occasione la popolarissima "Casco d'oro" si era mostrata abbastanza distante nei confronti della giovanissima vincitrice, stavolta sembra invece voler prendere in mano la situazione, manifestando l'intento di volersi occupare in prima persona del lancio di Giuni Russo, malgrado in CGD il direttore artistico sia ancora Alfredo Cerruti (che lascerà l'etichetta l'anno successivo).
Nel 1981 la Russo firma con la CGD un contratto discografico di cinque anni per cinque album: termini abbastanza atipici tra artista ed etichetta discografica, dato che i tempi di registrazione e di promozione di un album richiedono in genere un tempo di gran lunga maggiore.
Il primo dei long-playing realizzati è Energie. Si tratta di un album all'avanguardia, all'insegna della sperimentazione sia per l'utilizzo della voce sia per le sonorità curate da Franco Battiato e Giusto Pio. Per il lancio del nuovo LP, la casa discografica organizza un tour promozionale presso numerose emittenti radiofoniche, nonché la partecipazione a varie manifestazioni musicali e trasmissioni televisive.
Il 3, il 10 e il 17 gennaio 1982, per tre domeniche consecutive, partecipa alla manifestazione musicale Domenica musica - Dietro il disco, con Franco Battiato, Gianni Morandi e tanti altri, organizzata dalla It e dalla RCA, presso il Teatro Tenda di piazza Mancini a Roma.

### Un'estate al mare:il grande successo
A metà del 1982 le viene proposto un brano originale, intitolato Un'estate al mare, firmato ancora da Franco Battiato e Giusto Pio. Sul finale dell'esecuzione la cantante imita anche il verso dei gabbiani con l'emissione di note particolarmente acute, dando prova della sua notevole estensione vocale.
Il 45 giri Un'estate al mare raggiunge i vertici delle classifiche italiane, stazionandovi per oltre otto mesi. Il brano viene presentato al Festivalbar, vincendo la sezione Festivalbar Disco Verde, ottenendo il Disco d'oro per le vendite. Sempre nello stesso anno la Russo vince, come rivelazione dell'anno, il popolare referendum Vota la voce indetto da TV Sorrisi e Canzoni.
Nelle intenzioni dell'artista, Un'estate al mare avrebbe dovuto essere solamente una parentesi commerciale, per poi ritornare alla sperimentazione di Energie (1981), ma la Russo viene imprigionata nel cliché delle hit estive a tematica balneare, soprattutto a causa delle direttive artistiche della sua etichetta discografica.
Alla fine dell'anno viene pubblicato un altro singolo firmato Battiato-Pio, Good Good Bye e l'artista dichiara di aver preparato l'album Vox, che esce nel 1983. I brani sono stati scritti dalla stessa Giuni Russo con Maria Antonietta Sisini, Francesco Messina, Franco Battiato e Giusto Pio.
L'album viene pubblicato malgrado il dissenso di Caterina Caselli, che avrebbe voluto un prodotto più commerciale per sfruttare la grande popolarità ottenuta l'anno precedente.
A ogni modo la Russo viene incontro alle esigenze della tv, partecipando al Festivalbar con Sere d'agosto. Nel disco sono da citare anche Abbronzate dai miraggi (anch'essa utilizzata per la promozione) e le raffinate Buenos Aires e L'oracolo di Delfi.
Nel 1984 Giuni Russo avrebbe dovuto partecipare al Festival di Sanremo, ma la CGD annulla in extremis la sua candidatura per seguire il ritorno sulle scene di Patty Pravo, da poco sotto contratto.
L'album Mediterranea, uscito in primavera inoltrata, mette in luce un'artista in continua evoluzione, tesa a coniugare con intelligenza e visione artistica cantabilità e sperimentalismo, sia vocale sia strumentale. Giuni Russo vorrebbe che a trainare il disco fosse l'omonimo brano Mediterranea, ma la Caselli preferisce promuovere la più frivola Limonata cha cha cha come lato A del nuovo 45 giri. La Russo non può che accettare tale direttiva, senza però nascondere la sua assoluta contrarietà.
Nell'estate del 1984 partecipa al Festivalbar presentando alcuni dei brani dall'album più recente, tra cui Mediterranea, Limonata cha cha cha e Demenzial Song, una delle canzoni di maggior impatto comprese nel 33 giri.
Il 10 settembre realizza un concerto live, per promuovere l'album Mediterranea, al varietà TV Effetto concerto, nello Studio 1, in diretta su Antennatre, con la regia di Enzo Gatta. Il concerto venne pubblicato all'interno del cofanetto Mediterranea Tour, pubblicato il 10 settembre del 2005.

### La rottura con la CGD e il successo diAlghero
Nel 1985 Giuni Russo e Maria Antonietta Sisini scrivono il nuovo album, ma a causa delle tensioni accumulate negli ultimi periodi, la CGD non sembra particolarmente interessata al progetto.
Pertanto, la pubblicazione del nuovo LP viene collocata intorno alla metà di luglio, in un periodo nel quale sarebbe stato estremamente più difficile lanciarlo, dal momento che soltanto poche settimane più tardi avrebbe avuto inizio il mercato autunnale con nuove uscite.
Dopo l'ennesima delusione la Russo decide, dunque, di chiedere alla CGD una liberatoria di comune accordo tra le parti affinché possa cambiare etichetta in quanto i suoi discografici non credono più nel suo lavoro ostacolandone l'evoluzione artistica.
Inizialmente il direttore generale tenta di imporle, in cambio della suddetta liberatoria, la sottoscrizione di un documento nel quale dovrebbe dichiarare di aver rinunciato per sempre alla carriera di cantante.
In un secondo momento (per paura che la cantante potesse impugnare dal punto di vista legale il contratto dell'81, definito "capestro"), le viene concessa una liberatoria nella quale la Russo viene esplicitamente indicata come un'artista assolutamente ingestibile così da scoraggiare qualsiasi etichetta a metterla nuovamente sotto contratto; altrettanto esplicitamente nella nota finale viene dichiarato che in CGD non avrebbero mai più voluto avere a che fare con lei.
L'unica casa discografica disposta a metterla sotto contratto, dopo la rottura con la CGD, è la Bubble Record, un'etichetta minore che non può più assicurare a Giuni Russo la distribuzione e la visibilità di un importante marchio come la CGD. Ma proprio per questo motivo la Bubble Record è fuori dai giochi di potere, dunque libera di trattare qualsiasi artista.
Nel 1986 viene finalmente pubblicato l'album Giuni, registrato l'anno precedente e "congelato" a causa delle suddette questioni discografiche.
L'album contiene la hit Alghero, uscita anche su 45 giri, con cui Giuni partecipa con successo al Festivalbar e anche alla kermesse canora Vota la voce.
Nel 1987 esce il 45 giri Ragazzi al luna park, anteprima di un secondo LP per la Bubble Record, intitolato Album. Il disco contiene anche la frenetica Adrenalina, cantata in coppia con Donatella Rettore: la cantautrice veneta, dopo qualche esitazione, accetta di duettare su questo brano, particolarmente adatto alla sua personalità artistica. Adrenalina rappresenta anche il primo duetto nella carriera di entrambe: il brano, presentato alla manifestazione Un disco per l'estate a Saint-Vincent, esce anche su disco mix.

### La svolta artistica e la malattia
Nel 1988 Giuni collabora nuovamente con Franco Battiato che produce l'album A casa di Ida Rubinstein (il titolo è ispirato al nome di Ida Rubinstein, personaggio simbolo della Belle Époque): si tratta di un lavoro dettato dalla passione per la lirica, un disco di contaminazione fra classico, pop e jazz, incentrato sull'interpretazione di arie da camera e romanze di autori quali Bellini, Donizetti, Verdi, che anticipa di qualche anno l'exploit della "musica di confine", all'epoca assolutamente all'avanguardia per il panorama musicale italiano, e divenuta popolare solamente negli anni novanta, attraverso altri interpreti.
Sempre nello stesso anno, la CGD immette sul mercato la raccolta Le più belle canzoni, contenente alcuni dei suoi maggiori successi degli anni ottanta, negando però le royalty alla cantante: il disco, che conta svariate migliaia di copie vendute, è tuttora in catalogo.
Nel 1992 dà vita alla World music arabeggiante di Amala, che segna il ritorno alla Warner Music Group, acquirente della CGD. Si tratta di un album contenente due soli inediti: l'omonimo brano Amala e Alla spiaggia dell'amore, dedicato a una spiaggia a forma di cuore, sita a Portobello di Aglientu, in Sardegna.
In seguito interpreta un intenso brano inedito, con soli vocalizzi, dal titolo Black image, scritto dal compositore Enrico Riccardi, per la colonna sonora della serie televisiva Detective Extralarge, interpretata dall'attore Bud Spencer.
Nel 1994 ritorna sulla scena musicale cimentandosi col canto-cabaret ispirato a Ettore Petrolini nell'album Se fossi più simpatica sarei meno antipatica. Questa apertura la porta ad allargare la collaborazione con scrittori e poeti, anche attraverso lo studio di testi sacri antichi, soprattutto le opere di San Giovanni della Croce e Santa Teresa d'Avila.
Il disco comprende Strade parallele, in duetto con Franco Battiato, nonché due dei brani da lei maggiormente amati quali La sposa e La sua figura, un canto d'amore tratto dai testi di San Giovanni della Croce, che viene esclusa in extremis dal Festival di Sanremo 1994 dopo aver passato tutte le selezioni.
Il disco testimonia l'inizio della conversione religiosa dell'artista, che la porterà a diventare una devota di Santa Teresa e a frequentare, da laica, il Monastero delle Carmelitane di Milano.
Sempre nello stesso anno partecipa al Premio Tenco, dove rende omaggio al cantautore ligure con la sua personale rielaborazione del brano Ciao amore, ciao, arrangiata da Franco Battiato.
Il 1995 vede la sua seconda partecipazione consecutiva al Premio Tenco, dove propone i brani Malinconia (Ninfa gentile), Il sole di Austerlitz, La sua figura e un intenso ed emozionante duetto con il cantante portoghese Sergio Godinho, nella sua La barca degli amanti.
A metà dello stesso anno viene ripubblicata, per l'etichetta It-Why, la hit Un'estate al mare, in tre differenti versioni remix su vinile 12".
Il 22 giugno 1996 partecipa al varietà televisivo Il boom, in onda su Canale 5 e dedicato agli anni cinquanta, dove offre un'interpretazione del classico Johnny Guitar, lanciato nel 1954 da Peggy Lee.
Il 23, il 24 e il 25 maggio 1997 partecipa alla gara canora televisiva Viva Napoli, in onda su Rete 4 e condotta da Mike Bongiorno e Loretta Goggi, dove interpreta Maruzzella di Renato Carosone e una romanza di Gaetano Donizetti, nel suo repertorio già dal 1988, intitolata Me voglio fa' 'na casa.
Contemporaneamente, dopo due anni di assenza dal mercato discografico, esce un nuovo singolo contenente i brani Gabbiano e Fonti mobili, anteprima dell'album Gelsomini d'Arabia, che, a causa di contrasti con la direzione artistica della NAR International, non verrà pubblicato, ma i brani verranno inseriti nell'album Cercati in me del 2008.
Da segnalare la citazione presente nel ritornello del brano Fonti mobili: è una frase tratta dal libro Vedute sul mondo reale di Georges Ivanovič Gurdjieff. L'influenza gurdjieffiana è presente anche nel brano Bing Bang Being inserito nell'album Amala, scritto da Henri Thomasson, allievo di Gurdjieff e responsabile in Italia della Scuola ispirata al suo insegnamento. L'influenza di Thomasson è riscontrabile anche nel brano Il vento folle, dove parti del testo sono tratte dal libro Prima dell'alba dello stesso Thomasson, pubblicato dalla casa editrice L'Ottava di Franco Battiato, allievo di quest'ultimo. Il produttore Ezio Trapani, cugino del regista Enzo Trapani, le propone di recitare in Verba Tango, spettacolo di musica contemporanea e poesia nel quale canta i versi di Borges insieme al celebre attore teatrale Giorgio Albertazzi, presso la chiesa di Santa Maria dello Spasimo di Palermo, nel quartiere marittimo della "Kalsa".
Il 27 novembre 1998 festeggia i suoi trent'anni di carriera, pubblicando il suo primo album "live", dal titolo autobiografico Voce prigioniera, che contiene brani tratti da A casa di Ida Rubinstein, più altre interpretazioni dal vivo.
Durante l’estate del 1999 scopre di avere un tumore dello stomaco in fase già avanzata, che nel tempo la porterà a subire ben tre interventi chirurgici.
Nel 2000, per l'etichetta Extrarecord, Un'estate al mare esce nuovamente su CD singolo e vinile 12", con tre nuovi remix per opera del gruppo musicale italiano Novecento.
Sempre nello stesso anno, esce una raccolta pubblicata in due diverse edizioni dalle etichette Mr. Music e Dv More Records, intitolate rispettivamente Il meglio e Il meglio di Giuni Russo: le due emissioni contengono nuove registrazioni dei brani storici di Giuni Russo, da lei stessa reinterpretati, con gli arrangiamenti dei Novecento.
Nell'estate del 2001 partecipa alla gara canora La notte vola, in onda su Canale 5 e condotta da Lorella Cuccarini, dove dopo quindici anni decide di riproporre dal vivo il suo storico successo Un'estate al mare, con un nuovo arrangiamento di Lucio Fabbri: giunge in finale classificandosi al 3º posto.
L'11 marzo 2002 viene invitata alla trasmissione Cocktail d'amore, in onda su Rai Due e condotta da Amanda Lear, dove, attraverso vari filmati e interviste, viene ripercorsa la sua carriera artistica. Durante la puntata racconta al pubblico televisivo l'ostracismo perpetrato nei suoi confronti da major discografiche per aver espresso la sua volontà di non continuare a esercitare la sua arte nell'ambito mainstream della musica commerciale.
Il 23 novembre 2002 pubblica il suo secondo album dal vivo, intitolato Signorina Romeo Live. Il carmelo di Echt, brano di Juri Camisasca, è ispirato alla figura di Edith Stein, la carmelitana trucidata dai nazisti nelle camere a gas di Auschwitz nell'agosto 1942.
Nel giro di qualche anno, l'album diviene pressoché irreperibile: ne esistono soltanto un migliaio di copie, acquistate prima del suo ritiro dal mercato, finalizzato alla ripubblicazione con nuova tracklist e nuovo titolo, a ridosso del Festival di Sanremo 2003.

### Gli ultimi lavori e la morte
Nel 2003 torna al Festival di Sanremo dopo trentacinque anni, con il brano Morirò d'amore,  scritto molti anni prima con Maria Antonietta Sisini e Vania Magelli; gli archi vengono scritti dal maestro Stefano Barzan, mentre l'arrangiamento è di Franco Battiato e di Roberto Colombo. Il brano si classifica al 7º posto, ricevendo il premio per il miglior arrangiamento. La cantante si esibisce sul palco dell'Ariston priva di capigliatura e con il capo coperto da una bandana, segno dei trattamenti terapeutici dovuti alla malattia.
Il 7 marzo esce per la Sony Music l'omonimo album Morirò d'amore, che ottiene un buon successo di vendite. Il disco è sostanzialmente una riedizione del precedente album dal vivo, la cui scaletta viene però ridotta di tre tracce (Adeste fideles, Nomadi e Il re del mondo), mentre vengono aggiunti quattro inediti quali Amore intenso, Moro perché non moro, Una rosa è una rosa e la stessa Morirò d'amore, più una nuova registrazione dal vivo: Il sole di Austerlitz.
Il 4 aprile 2003, sfruttando il passaggio sanremese, l'etichetta NAR pubblica Irradiazioni, una raccolta di successi riarrangiati, e l'inedito Voce che grida. Il disco, registrato nel 1997, non è da annoverare fra la produzione ufficiale della cantante, che peraltro dichiarerà di non apprezzarne neppure il titolo.
Nell'estate del 2003 è tra gli ospiti della 19ª edizione del Premio Rapallo Carige per la donna scrittrice, dove presenta il nuovo singolo sanremese.
Il 1º settembre partecipa alla trasmissione canora Napoli prima e dopo, dove interpreta il brano partenopeo Marechiaro: sarà questa la sua ultima apparizione televisiva.
Il 18 ottobre si esibisce dal vivo presso il Teatro Zancanaro di Sacile, in occasione della presentazione del film Napoli che canta, appena restaurato: la proiezione dell'opera viene infatti accompagnata dall'esecuzione dal vivo di un'apposita suite musicale, composta da ventidue brani della tradizione musicale partenopea; l'evento riscuote un notevole successo di pubblico e viene registrato per poi essere incluso l'anno dopo nella versione DVD di quella che sarà la sua ultima fatica discografica.
Il 28 novembre esce Demo de midi, album che raccoglie svariati demo di brani scritti tra gli anni ottanta e novanta, molti dei quali rimasti inediti.
Il 2 aprile 2004 esce l'album Napoli che canta, che comprende la suite musicale realizzata per l'omonimo film muto girato nel 1926 da Roberto Leone Roberti, padre del regista Sergio Leone. Tra i classici inclusi nella suite musicale, compare l'inedita A cchiù bella, una poesia di Totò musicata dalla stessa Giuni con Maria Antonietta Sisini.
Il 13 giugno, tramite un comunicato stampa, viene annunciata l'impossibilità di Giuni a esibirsi con il suo Trio durante la proiezione del film al "Taormina FilmFest 2004", a causa dell'improvviso aggravarsi delle sue condizioni di salute.
Giuni Russo muore nella sua casa a Milano all'età di 53 anni, nelle prime ore del 14 settembre 2004.
La cerimonia delle esequie si tiene il 15 settembre, presso il monastero delle carmelitane scalze, a Milano. Viene sepolta nel cimitero maggiore di Milano, in un campo riservato a comunità religiose (carmelitane scalze).

### La produzione postuma
Il 9 settembre 2005, a cura di Maria Antonietta Sisini, viene pubblicato un cofanetto dal titolo Giuni Russo Mediterranea Tour, che racchiude la ristampa dell'album A casa di Ida Rubinstein (1988) e un DVD con la ripresa di un concerto televisivo del 10 settembre 1984, anno del Mediterranea Tour.
Il 26 settembre 2006 esce il cofanetto Unusual, curato e prodotto da Maria Antonietta Sisini con la supervisione di Franco Battiato. Il tributo, oltre a un DVD in cui viene proposta una sintesi del concerto del 2001 tenuto all'Auditorium di Milano, comprende un CD con alcuni dei principali brani di Giuni Russo remixati e riarrangiati. Al progetto partecipano diversi artisti italiani e internazionali, tra i quali lo stesso Battiato, Caparezza e Toni Childs.
Il 19 ottobre 2007 esce The Complete Giuni, cofanetto antologico prodotto da Maria Antonietta Sisini, che riassume la produzione discografica di Giuni Russo dal 1968 al 2004.
Il 16 novembre 2007 esce in DVD La sua figura, un docufilm per la regia di Franco Battiato e prodotto sempre da Maria Antonietta Sisini, che offre un ritratto artistico e umano inedito di Giuni Russo attraverso filmati d'archivio che vanno dagli esordi alle ultime apparizioni televisive e in cui la stessa Giuni si racconta. Fra i numerosi spezzoni presenti, anche un'interpretazione dal vivo del brano L'addio, alla presenza di Leonardo Sciascia, tratto dalla trasmissione televisiva Blitz (1983).
Il 28 novembre 2008, esce su etichetta Edel Music l'album Cercati in me, prodotto sempre da Maria Antonietta Sisini. Il disco comprende undici tracce, di cui cinque inedite risalenti agli anni novanta, e sette remix, compresa una suite di tre brani con sonorità multietniche.
Il 7 settembre 2009 esce per Bompiani la biografia ufficiale Giuni Russo. Da un'estate al mare al Carmelo, scritta da Bianca Pitzorno e Maria Antonietta Sisini. Il libro include in allegato anche un CD con sei tracce, di cui due inedite, e la ristampa del DVD La sua figura. La biografia è stata presentata al Festival della Letteratura di Mantova, presso il Teatro Sociale: alla presentazione sono intervenuti Bianca Pitzorno e Franco Battiato, quest'ultimo autore dell'introduzione.
Il 29 marzo 2011 esce A casa di Ida Rubinstein 2011, una rivisitazione dell'album A casa di Ida Rubinstein (1988), con la produzione di Maria Antonietta Sisini e il contributo di musicisti internazionali quali Brian Auger, Uri Caine e Paolo Fresu, oltre a Franco Battiato. Il cofanetto, distribuito sempre da Edel, comprende anche un DVD con la ripresa del concerto tenuto da Giuni Russo al Teatro Manzoni di Monza il 10 luglio 1991.
Il 17 aprile 2012, la Rhino Records (Warner), pubblica su CD gli album Vox (1983) e Mediterranea (1984), mentre una settimana dopo - a trentasette anni di distanza dalla sua uscita - esce in CD anche Love Is a Woman, il primo album della sua carriera. La ristampa, distribuita da Edel e a cura di Maria Antonietta Sisini, riproduce la grafica e il suono del 33 giri originale.
Il 27 settembre 2012 esce il brano inedito Para siempre, lanciato in anteprima nazionale radiofonica su Radio Monte Carlo e Radio 105, anticipando l'uscita dell'omonimo cofanetto comprendente un CD contenente oltre che l'inedito, dieci cover internazionali registrate in presa diretta, di cui una in studio, il singolo "Everything is gonna be alright", pubblicato nel 1975.
Il 15 ottobre 2013 esce la raccolta Unica, comprendente le primissime incisioni pubblicate dal 1968 al 1978: otto dei dodici brani inclusi vengono qui pubblicati per la prima volta su CD. Per l'occasione viene realizzato anche un videoclip del brano Soli noi, proiettato per la prima volta all'interno del Gay village, in occasione di una serata dedicata al paroliere Cristiano Malgioglio, autore del brano.
Il 3 dicembre 2013 esce in versione digitale l'album Duets, riedizione di Unusual (2006) con l'aggiunta del demo inedito Le tue parole, prima stesura del successo sanremese del 2003, Morirò d'amore, scritto nel 1988 con Maria Antonietta Sisini e Vania Magelli.
Il 15 maggio 2014 vengono ristampati su CD gli album Morirò d'amore, Demo de midi e Napoli che canta distribuiti da Edel Italy e il 18 novembre esce, solo in vinile, un album di demo inediti dal titolo Il ritorno del soldato Russo. Prodotto da Maria Antonietta Sisini è un lavoro che contiene nel Lato A quattro brani risalenti agli anni novanta (tra cui Il ritorno del soldato composta da Giuni Russo con Maria Antonietta Sisini, Franco Battiato e Manlio Sgalambro) e nel Lato B le primissime incisioni dell'artista.
Il 12 febbraio 2015, per i trent'anni dalla sua composizione, esce in formato digitale Alghero Remix 2015, l'unico remix ufficiale del brano Alghero. Il 18 settembre esce Las Moradas, un album live del concerto tenutosi nella basilica di San Lorenzo a Milano il 29 dicembre 1999.
Il 18 novembre 2016 esce Fonte d'amore una raccolta dedicata a Carlo Bixio (che negli anni ottanta rilanciò la carriera di Giuni Russo) composta da quattro album; tre editi in passato ma mai pubblicati su CD (Giuni 1986, Album 1987, Il ritorno del soldato Russo 2014) e dal nuovo e postumo Sharazad, contenente otto brani inediti prodotti da Maria Antonietta Sisini e mixati da Pino Pinaxa Pischetola.
L'8 settembre 2017 è stato pubblicato un nuovo lavoro discografico di inediti, dal titolo Armstrong, in formato doppio CD e in vinile. Questo è stato anticipato dall'uscita del videoclip dell'inedito "Non voglio andare via", il 29 agosto, con protagonista l'attrice Maria Grazia Cucinotta, prodotto da Maria Antonietta Sisini e per la regia di Carlo Fenizi.
Il 7 settembre 2020 nel canale ufficiale YouTube esce la versione demo del brano inedito La forma dell'amore composto sul finire degli anni novanta da Giuni Russo e Maria Antonietta Sisini. L'arrangiamento del brano è curato da Stefano Medioli mentre le immagini del videoclip sono state registrate da Ivan Cattaneo nel 2003.
Il 15 gennaio 2021 viene pubblicato l’album Aliena - Giuni dopo Giuni, composto da undici tracce: 4 sono i brani inediti. È stato commercializzato sia in CD che in un vinile color verde. Tra gli inediti c’è Song of Naples (O sentiero d’o mare), l'ultima composizione di Giuni Russo, incisa nella primavera del 2004, pochi mesi prima della sua scomparsa. Inoltre nel CD viene pubblicata, sotto forma di ghost track, la demo de La forma dell’amore (questa canzone è contenuta nel disco anche come inedito arrangiato).

## Profilo vocale
Tra le più apprezzate voci femminili di sempre, Giuni Russo ha spesso ricevuto il plauso da parte della critica specializzata che ha spesso elogiato le qualità tecniche della sua voce.
La sua voce, etichettabile come quella di soprano lirico, era caratterizzata da un timbro vocale morbido e riconoscibile. La sua principale caratteristica era l'estensione vocale di oltre cinque ottave che le permetteva di raggiungere, per acutezza, toni che imitavano il verso del gabbiano, virtuosismo del quale diede prova in brani come L'addio, Atmosfera e Un'estate al mare, uno dei suoi più celebri.
Oltre alle naturali doti vocali, la tecnica canora dell'artista risultava di alto livello: era infatti capace di ottimi cambi di registro e di una perfetta dizione vocale, frutto di un attento studio teorico e di un'approfondita analisi delle canzoni che avrebbe poi inciso.
Nel corso della sua carriera musicale, grazie all'ampia sperimentazione musicale da lei attuata, le è stato possibile usufruire della propria voce in una vasta gamma di generi musicali e in numerose lingue oltre all'italiano.

## Vita privata
Ha avuto, per 36 anni, una relazione sia artistica che personale con la musicista Maria Antonietta Sisini. su cui però le due protagoniste hanno sempre voluto mantenere un giusto riserbo, rifiutandosi di farsi incasellare in tematiche omosessuali. Si convertì al cattolicesimo a seguito dell'innamoramento spirituale per la vita e la persona di santa Teresa d'Avila. Questo lato religioso dell'artista è evidente in numerosi suoi lavori discografici.

## Omaggi

### Eventi postumi

#### Gli omaggi e l'associazione GiuniRussoArte
- Il 25 maggio 2005 viene costituita da Maria Antonietta Sisini l'associazione culturale "GiuniRussoArte", unica associazione autorizzata, senza scopo di lucro e ufficiale, con il compito di promuovere e tutelare le opere e l'immagine di Giuni Russo. Fra le prime iniziative, l'associazione GiuniRussoArte istituisce un premio intitolato a Giuni Russo, nell'ambito del Mantova Musica Festival (tra il 1º giugno e il 5 giugno 2005), volto a incentivare la ricerca di un linguaggio a sostegno del valore culturale della libertà di espressione musicale.

- Il 14 aprile 2006 il comune di Sorso (SS), ha intitolato alla memoria di Giuni Russo la Scuola Civica di Musica.[48]

- Il 27 maggio 2012 il comune di Sacile, in Friuli-Venezia Giulia, intitola la galleria del Teatro Zancanaro “Galleria Giuni Russo”. Alla serata di intitolazione prendono parte, fra gli altri, Franco Battiato e Mauro Coruzzi.

- L'11 ottobre 2013 la città di Alghero ha deciso di intitolare all'artista la piazza sul colle del Balaguer, denominata Mirador Giuni Russo;[49] la cerimonia si è svolta il 23 aprile 2014.

- Il 12 luglio 2014 sempre la città sardo-catalana dedica a Giuni Russo - in occasione del decennale della sua scomparsa - la 14ª edizione del Prix Corallo, con una speciale serata-tributo, a cui partecipano tra gli altri Grazia Di Michele e Lene Lovich.

- Il 19 marzo 2015, in occasione delle celebrazioni mondiali del 500º anniversario della nascita di Santa Teresa d'Avila, l'Associazione GiuniRussoArte ha organizzato il concerto "Giuni Russo carmelitana d'amore, incontro con Santa Teresa d'Avila", presso la chiesa del monastero delle carmelitane scalze, Milano, ospite la cantante portoghese Dulce Pontes, che, per la prima volta, ha eseguito Nada te turbe di Giuni Russo.

- Il 15 gennaio 2020 la città di Catania è il primo comune siciliano ad omaggiare Giuni, con uno slargo a pochi passi dell'incantevole lungomare: lo "Slargo Giuni Russo".[50]

- Il 5 ottobre 2022, dopo 18 anni di richieste da parte di Maria Antonietta Sisini, la città di Palermo ha posto una lapide commemorativa accanto al Palchetto della Musica di fronte al Teatro Politeama. L'incisione presente nella targa ricorda la prima esibizione dell'artista avvenuta proprio su quel palchetto alla tenera età di dieci anni. Alla cerimonia di intitolazione erano presenti le autorità civili, tra cui il sindaco di Palermo, Roberto Lagalla, e l'assessore regionale ai Beni culturali, Alberto Samonà (delegato da Maria Antonietta Sisini a rappresentarla), la giornalista Sandra Figliuolo del giornale on line Palermo Today, che attraverso una petizione sottoscritta da centinaia di persone e una serie di articoli[51] hanno promosso l'iniziativa, e tanti fan.
- Il 14 settembre 2024 il grande evento "Voci Parallele concerto per Giuni Russo" presso l'Auditorium de La Nuvola di Fuksas a Roma, ha visto la partecipazione di molti cantanti di fama nazionale e internazionale. La Repubblica Organizzato da Imarts e Maria Antonietta Sisini.

- Il 17 settembre 2024 il comune di Milano le ha intitolato un giardino pubblico interno al Cam, nei pressi di Brera, vicino la casa dove la cantante abitava.[52][53]

## Discografia

### Album in studio
- 1975 – Love Is a Woman
- 1981 – Energie
- 1983 – Vox
- 1984 – Mediterranea
- 1986 – Giuni
- 1987 – Album
- 1988 – A casa di Ida Rubinstein
- 1994 – Se fossi più simpatica sarei meno antipatica
- 2003 – Morirò d'amore
- 2003 – Demo de midi
- 2004 – Napoli che canta

### Album live
- 1998 – Voce prigioniera
- 2002 – Signorina Romeo Live

### Album postumi
- 2006 – Unusual
- 2008 – Cercati in me
- 2011 – A casa di Ida Rubinstein 2011
- 2012 – Para siempre
- 2013 – Unica
- 2014 – Il ritorno del soldato Russo
- 2015 – Las Moradas
- 2016 – Fonte d'amore
- 2017 – Armstrong
- 2021 – Aliena - Giuni dopo Giuni

### Raccolte
- 1983 – Un'estate al mare
- 1987 – Sere d'agosto
- 1989 – I successi di Giuni Russo
- 1990 – Le più belle canzoni
- 1992 – Amala
- 1996 – Onde leggere
- 1997 – La sposa
- 1999 – Alghero
- 2000 – Il meglio (2 versioni)
- 2003 – Irradiazioni
- 2004 – I miei successi
- 2004 – Voce che grida
- 2007 – The Complete Giuni
- 2011 – Il meglio di Giuni Russo
- 2011 – Giuni Russo (Rhino Collection)
- 2016 – Il meglio di Giuni Russo - Grandi Successi
- 2021 – Jazz a casa di Ida Rubinstein

## Partecipazioni a Festival musicali
Partecipazioni al Festival di Sanremo 
- Festival di Sanremo 1968: con No amore (Pallavicini-Intra) Giusy Romeo e Sacha Distel — Non finalista
- Nel 1984 era tra i possibili partecipanti con una canzone da lei scritta e intitolata Ciao (le proposero anche Un amore grande, in seguito alla rinuncia di Loretta Goggi, canzone che poi cantò Pupo), ma la sua candidatura fu cancellata dalla CGD nel momento in cui s'inserì Patty Pravo, in cerca di un contratto discografico per il suo ritorno sulle scene che prevedeva proprio la partecipazione a Sanremo, motivo per cui fu preferita a Giuni Russo.
- Nel 1989 rientrò nella rosa dei 40 possibili big partecipanti con il brano di Juri Camisasca "Il Carmelo di Echt", ma dall'elenco definito dei 24 brani in gara, il pezzo fu scartato.
- Nel 1994 era tra i possibili partecipanti con il brano La sua figura, ma all'ultimo momento la commissione la scartò.

(da un'intervista del 30 novembre 1999)
- Nel 1997 era tra i possibili partecipanti con Morirò d'amore, ma la commissione la scartò giudicando il provino "stonato".[54] Lo stesso provino fu ripresentato alla commissione del Festival del 2003, e il pezzo venne accettato in gara.
- Festival di Sanremo 2003: con Morirò d'amore (Le tue parole) (Giuni Russo, Maria Antonietta Sisini e V. Magelli) — 7º posto

 Partecipazioni al Festivalbar 
- 1968: con L'onda
- 1982: con Un'estate al mare — 1º posto Festivalbar DiscoVerde
- 1983: con Sere d'agosto Premio Speciale per l'album "Vox"
- 1984: con Limonata Cha Cha Cha, Mediterranea e Demenzial song (Festivalbar DiscoVerde)
- 1986: con Alghero

 Partecipazioni a Viva Napoli 
- 1997: con Maruzzella e Me voglio fa 'na casa

 Partecipazioni ad Azzurro 
- 1983: con Sere d'agosto
- 1984: con Mediterranea e Limonata Cha Cha Cha

 Partecipazioni al Premio Tenco 
- 1994: con Ciao amore ciao (di Luigi Tenco, con un arrangiamento di Franco Battiato)
- 1995: con Malinconia, Il sole di Austerlitz, La sua figura e La barca degli amanti (feat. Sergio Godinho)

 Partecipazioni al Cantagiro 
- 1968: con L'onda
- 1977: con Mai

 Partecipazioni a Un disco per l'estate 
- 1968: con L'onda
- 1987: con Adrenalina (feat. Rettore), I giardini di Eros e Mango, papaia

 Partecipazioni a Vota la voce 
- 1982: con Un'estate al mare
- 1984: con Limonata Cha Cha Cha
- 1986: con Alghero

 Partecipazioni a Napoli prima e dopo 
- 2003: con Marechiare

## Videografia
- 2004 – Napoli che canta
- 2005 – Mediterranea Tour
- 2006 – Unusual
- 2007 – La sua figura
- 2011 – A casa di Ida Rubinstein 2011
- 2021 – Jazz a casa di Ida Rubinstein

## Teatro
- Verba Tango, con Giorgio Albertazzi e Fleur Jaeggy (1997-1998)
- Las Moradas, il sacro nelle dimore della musica e della poesia (1999-2000)
- Le stanze della musica (2001-2002)

## Riconoscimenti
- 1967: Primo posto al Festival di Castrocaro con A chi
- 1982: Disco d'oro per il brano Un'estate al mare
- 1982: Primo posto al "Festivalbar DiscoVerde" con il brano Un'estate al mare
- 1982: Telegatto "Vota la voce" come migliore rivelazione dell'anno
- 1986: Premio "Platea Estate"
- 1986: Disco d'oro per il singolo Alghero
- 2003: Secondo posto Premio della critica, con il brano Morirò d'amore
- 2003: "Premio come migliore arrangiamento" a Franco Battiato, con il brano Morirò d'amore a Sanremo 2003

### Postumo
- 2006: Premio dell'Illustrazione Italiana in "Illustratori Italiani - Annual 2006" per la copertina dell'album Morirò d'amore
- 2021: Disco d'oro per il singolo Alghero, certificazione ufficiale Fimi del 13 novembre 2021. Consegna del Disco d'oro a Maria Antonietta Sisini, il 30 novembre 2021, dalla casa discografica NAR International.